# Saxegothaea
Saxegothaea é um género de conífera pertencente à família Podocarpaceae.
Saxegothaea é endêmica das florestas temperadas úmidas valdivianas do sul do Chile e partes adjacentes da Argentina, onde geralmente é encontrada em associação com Pilgerodendron uviferum e Fitzroya cupressoides.